# 西ロマンス語

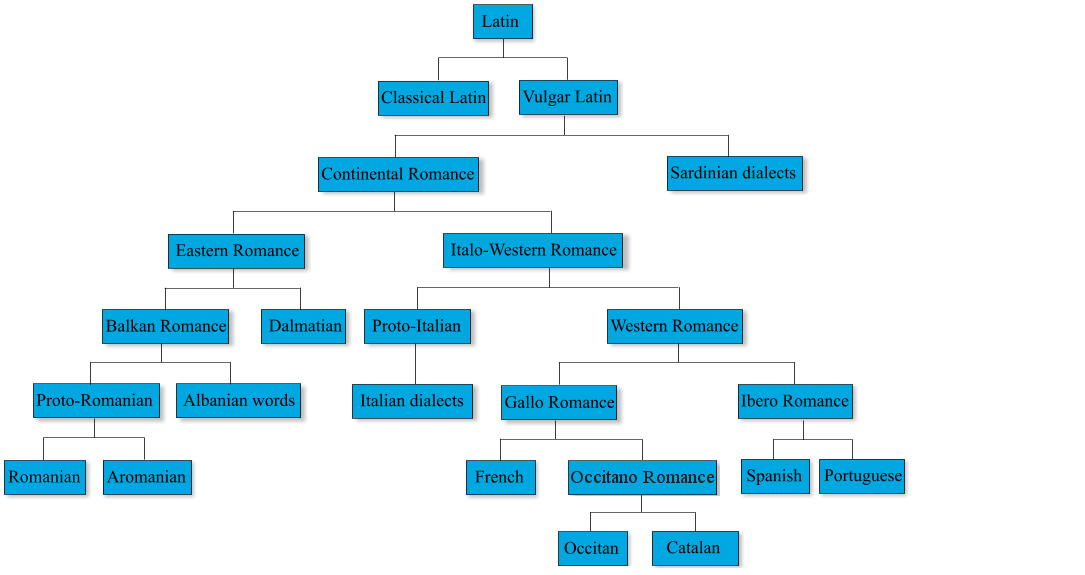
ロマンス語の系統樹（簡略版）

西ロマンス語（にしロマンスご、英: Western Romance languages）は、ラ・スペツィア＝リミニ線を基準としたロマンス諸語の二大下位区分のひとつ。ガロ・ロマンス語、イベロ・ロマンス語、オクシタニー・カタロニア語（前二者のうちどちらかに含む考えもある）に大別される。ガロ・イタリア語を含む場合もある。複数形での「s」の使用、イタリア語やルーマニア語の /t͡ʃ/ と比較して、/t͡s/（しばしば /s/）の「軟らかいC」音を持つ点が特徴とされる。
相互理解可能性に基づいて、ダルビー（Dalby）はポルトガル語、スペイン語、アストゥリアス語、アラゴン語、カタルーニャ語、ガスコーニュ語、プロヴァンス語、ガロ＝ワロン語、フランス語、アルピタン語、ロマンシュ語、ラディン語、フリウリ語の13言語に分類している。
イタロ・ダルマチア語と共にイタロ・西ロマンス語として分類されることもある。イタロ・ダルマチア語を東ロマンス語に含む分類法もある。
サルデーニャ語は東西ロマンス語どちらにも属さず、両者より早い段階で分岐した。
今日、話者数を基準にした四大標準化西ロマンス語はスペイン語（母語話者が約4.86億人、第二言語話者が約1.25億人）、ポルトガル語（母語話者が約2.2億人、第二言語話者が約4500万人、多くがアフリカに居住）、フランス語（母語話者が8000万人、第二言語話者が約7000万人、多くがアフリカのフランス語圏に居住）、カタルーニャ語（母語話者が720万人）である。これらの多くは膨大な数の非母語話者を持つ。特にフランス語は西アフリカでリングワ・フランカとして広く使われている。

## ガロ・ロマンス語
ガロ・ロマンス語には以下の言語が含まれる。
- オイル語。標準フランス語、ピカルディ語、ワロン語、ロレーヌ語、ノルマン語が含まれる[4]。
- アルピタン語あるいはフランコ＝プロヴァンス語。フランス語とプロヴァンス語の特徴を併せ持つ。
- オック語にはプロヴァンス語やガスコーニュ語が含まれる[5]。オクシタニー・カタロニア語に含まれることもある。

また、以下の言語が含まれることもある。
- カタルーニャ語は中央カタルーニャ語（カタルーニャ語版）およびバレンシア語の二大標準語が存在する。オクシタニー・カタロニア語または東イベロ・ロマンス語に含まれることもある。
- レト・ロマンス語。スイスのロマンシュ語、ドロミーティ地方のラディン語、フリウリのフリウリ語が含まれる。レト・ロマンス語をガロ・ロマンス語に含む考えと、西ロマンス語の独立した系統と見なす考えがある。
- ガロ・イタリア語。ピエモンテ語、リグーリア語、ロンバルド語、エミリア語、シチリア・ロンバルド語（英語版）、バジリカータ・ロンバルド語（英語版）が含まれる。

オイル語、アルピタン語、レト・ロマンス語ははガロ・レト語としてまとめられることもあるが、複数の言語学者によってレト・ロマンス語と同じグループに属するとされるガロ・イタリア語をここから除外するのは困難である。

## イベロ・ロマンス語
イベリア半島のイベロ・ロマンス語には以下の言語が含まれる。
- 西イベロ・ロマンス語（スペイン語版）
  - カスティーリャ諸語（スペイン語版）: スペイン語とラディーノ語が含まれる。
  - ガリシア・ポルトガル語: ポルトガル語、ガリシア語、ファラ語が含まれる。
  - アストゥリアス・レオン語: 東から西にカンタブリア語（アストゥリアス語版）、アストゥリアス語、レオン語が、北から南にレオン語、ミランダ語、エストレマドゥーラ語が分布する。
- 絶滅したモサラベ語。西イベロ・ロマンス語（スペイン語版）に含まれることもある。
- カタルーニャ語とアラゴン語からなる東イベリア・ロマンス語。オクシタニー・カタロニア語に含まれることもある。

## オクシタニー・カタロニア語
前二者に含まれることもあるが、ガロ・ロマンス語、イベロ・ロマンス語どちらの特徴も持ち合わせていない。以下の言語が含まれる。
- オック語。プロヴァンス語、ラングドシャン語、リムーザン語、オーヴェルニュ語、ガスコーニュ語などの方言が含まれる[8] 。
- カタルーニャ語は東西の二大方言に分けられ、中央カタルーニャ語（カタルーニャ語版）およびバレンシア語の二大標準語がそれぞれの方言を代表している。
- アラゴン語は東、西、中央それぞれの方言（アラゴン語版）に分けられる[9]。スペイン語の影響が強いものを第四の南方言として独立させる考えもある。